# Région (Islande)
Pour les articles homonymes, voir Région.
Pour un article plus général, voir Administration territoriale de l'Islande.
En Islande, une région (landsvæði au singulier et au pluriel) désigne le plus haut niveau de division administrative du pays. L'Islande comprend huit régions, dont l'utilisation est principalement statistique.

## Rôle
Les régions islandaises ont une fonction purement statistique. Les juridictions des cours de district suivent également leur contour, ainsi que les codes postaux (à quelques exceptions près). Jusqu'en 2003, le découpage électoral pour l'Althing suivait les régions, mais des circonscriptions électorales spécifiques ont été créées depuis[réf. nécessaire].
Néanmoins, ces utilisations découlent d'une version antérieure de ces régions où Reykjavik était une région spéciale et les municipalités avoisinantes du Höfuðborgarsvæðið étaient intégrées dans la région Reykjanes (désormais Suðurnes).

## Liste
Le tableau ci-dessous donne pour chaque région son nom en islandais, sa traduction française, sa capitale, son code dans la norme ISO 3166-2, sa population, sa superficie et sa densité de population (les données pour l'Islande tout entière sont mentionnées à fins de comparaison) :
| Nom islandais     | Traduction           | Capitale     | ISO 3166-2 | Population (01/01/2020) | Superficie (km2) | Densité (hab./km2) |
| ----------------- | -------------------- | ------------ | ---------- | ----------------------- | ---------------- | ------------------ |
| Austurland        | Région de l'Est      | Egilsstaðir  | IS-7       | 13 173                  | 22 721           | 0,58               |
| Höfuðborgarsvæðið | Zone métropolitaine  | Reykjavik    | IS-1       | 233 034                 | 1 062            | 219,43             |
| Norðurland eystra | Région du Nord-Est   | Akureyri     | IS-6       | 30 600                  | 21 968           | 1,39               |
| Norðurland vestra | Région du Nord-Ouest | Sauðárkrókur | IS-5       | 7 322                   | 12 737           | 0,57               |
| Suðurland         | Région du Sud        | Selfoss      | IS-8       | 28 399                  | 24 526           | 1,16               |
| Suðurnes          | Péninsule du Sud     | Keflavík     | IS-2       | 27 829                  | 829              | 33,57              |
| Vestfirðir        | Fjords de l’Ouest    | Ísafjörður   | IS-4       | 7 115                   | 9 409            | 0,76               |
| Vesturland        | Région de l'Ouest    | Borgarnes    | IS-3       | 16 662                  | 9 554            | 1,74               |
| Islande           | Islande              | Islande      | Islande    | 364 134                 | 102 928          | 3,54               |

Source : Statistique Islande

## Histoire

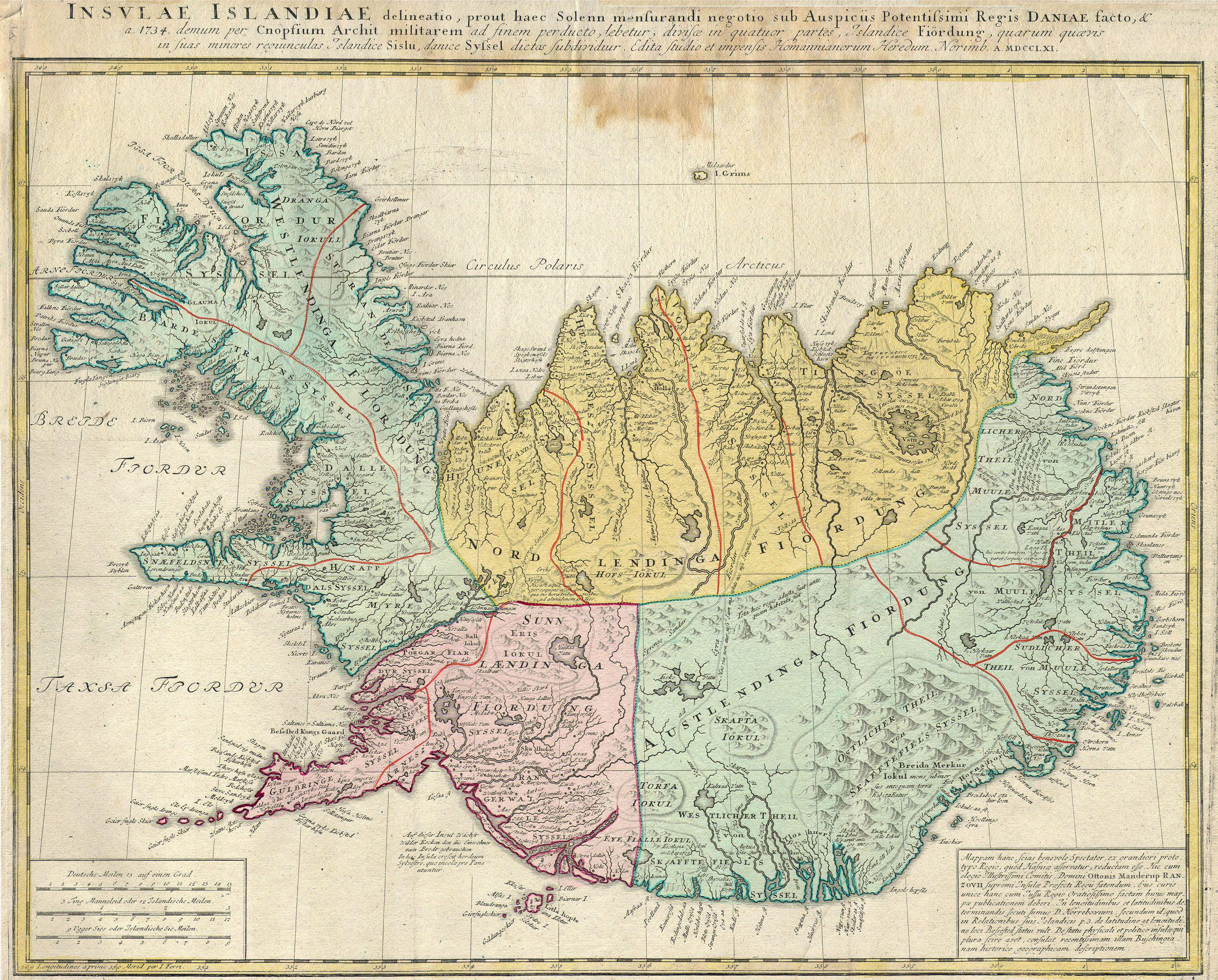
Carte de l'Islande de 1761 montrant sa division en quatre landsfjórðungar

Avant 1937, l'Islande était divisée en quatre « quarts du pays » (en islandais : landsfjórðungur au singulier, landsfjórðungar au pluriel) : 
- Vestfirðingafjórðungur (landsfjórðungur des fjords de l'ouest), qui incluait Vestfirðir et s'étendait jusqu'au milieu de Faxaflói et contenait donc la majeure partie de l'actuelle Vesturland ;
- Norðlendingafjórðungur (landsfjórðungur du nord), de Hrútafjörður à l'ouest à Langanes à l'est (la même étendue que les régions Norðurland vestra et Norðurland eystra) ;
- Austfirðingafjórðungur (landsfjórðungur des fjords de l'est), à peu près la même étendue que l'actuelle Austurland, mais avec en plus Vestur-Skaftafellssýsla ;
- Sunnlendingafjórðungur (landsfjórðungur du sud), sur la partie sud-ouest du pays et ce qui est actuellement Suðurnes, Höfuðborgarsvæðið et le reste de Suðurland (Árnessýsla et Rangárvallasýsla).

Ces divisions ont évolué au cours du temps, passant à cinq régions vers 1937 et à huit régions en 1957.

## Modifications de leurs limites depuis leurs créations

Régions de l'Islande avant les modifications des années 2000.

Depuis la création des régions qui remplacèrent l'ancien découpage administratif basé sur les comtés certaines modifications sont intervenues: 
- La partie sud-ouest du pays était avant divisée en deux régions, la ville de Reykjavík seule et la Péninsule de Reykjanes. Depuis la création en (à préciser) de la région capitale cette zone est toujours divisée en 2 régions: Höfuðborgarsvæðið et Suðurnes.
- En 2008 la municipalité Hornafjörður a pris la décision de quitter le région Austurland pour rejoindre celle du Suðurland. Hagstofa Íslands, l'institut de statistique islandais, a entériné ce fait le 1 décembre 2020.[2]
- En 2006 la création de la municipalité de Fjallabyggð par la fusion de celles d'Ólafsfjörður et de Siglufjörður a transféré cette dernière de la région Norðurland vestra vers celle de Norðurland eystra.
- De la même manière, en 2006 avec la création de la municipalité de Langanesbyggð par la fusion de Þórshafnarhreppur et Skeggjastaðahreppur a vu cette dernière passer de la région Austurland à celle de Norðurland eystra.
- Fin 2012 a vu l'ancienne municipalité de Bæjarhreppur passer de la région des Vestfirðir à celle de Norðurland vestra par son intégration dans la municipalité d'Húnaþing vestra.